# Chronologie des russischen Überfalls auf die Ukraine

Militärische Lage in der Ukraine (rot die besetzten Gebiete, blau die zurückeroberten)

Diese Chronologie des russischen Überfalls auf die Ukraine gibt eine Übersicht über Ereignisse seit der russischen Invasion in der Ukraine ab 2022.

## 2022

### Überfall und russischer Rückzug von Kiew und dem Norden der Ukraine (Februar bis April 2022)

Militärische Verbände Russlands (rot) und der Ukraine (blau) unmittelbar zu Beginn des Überfalls

Um die Regierung der Ukraine zu stürzen, versuchten die russischen Streitkräfte am 24. Februar 2022 eine Luftlandeoperation auf dem Flughafen Kiew-Hostomel. Aus den abgehörten Telefonaten russischer Offiziere geht hervor, dass diese zuvor von ihren Kommandeuren aufgefordert wurden, ihre Paradeuniformen für die Siegesparade in Kiew einzupacken. Die Truppen konnten aber zunächst keine Kontrolle über den Platz erringen. Bodentruppen stießen derweil rasch aus mehreren Richtungen von Belarus aus nach, doch trotz einer anfänglichen Überzahl von geschätzt 12:1 geriet der Vormarsch schon nach wenigen Tagen ca. 30 km vor Kiew ins Stocken. Nach wochenlanger Umklammerung der Stadt von Norden, Westen und Osten musste Russland den Versuch der Eroberung Ende März aufgeben. Beim Abzug aus allen zuvor eroberten Gebieten nördlich von Kiew und Charkiw offenbarten sich Kriegsverbrechen an Zivilisten wie jene in Butscha.
Im Osten des Landes, wo bei Kriegsbeginn entlang der seit 2015 bestehenden Kontaktlinie etwa die Hälfte der ukrainischen Armee lag, konnten die ukrainischen Truppen ihre Stellungen vor Donezk den ganzen März und April durchgehend halten. Russischen Truppen gelang es in der Schlacht um Charkiw (2022) kurzzeitig, in die grenznahe Großstadt einzudringen; nach heftigen Straßenkämpfen kam Charkiw jedoch rasch wieder komplett unter ukrainische Kontrolle. Allerdings wurden durch Beschuss der Stadt erhebliche Zerstörungen angerichtet. Zwischen Donezk/Luhansk und Charkiw liegende Gebiete wurden vom Angreifer besetzt. Beim Brückenkopf von Isjum wollte Russland eine Großoffensive starten, um die Verteidiger einzukesseln, doch kam der Vormarsch nicht voran.
Noch stärker als Charkiw wurde die am Asowschen Meer liegende Hafenstadt Mariupol zerstört. Bis auf das lange belagerte Mariupol und den Südwesten der Ukraine (Oblaste Odessa und Mykolajiw) wurden alle Gebiete im Süden der Ukraine, wo seit 2014 die Einnahme einer Landbrücke von Russland zur Krim (einstiger, kurzzeitiger Föderativer Staat Neurussland) befürchtet worden war, besetzt. Dazu gehörte auch die Stadt Cherson, die bereits Anfang März eingenommen worden war. In diesem Gebiet im Süden hatten keine großen ukrainischen Einheiten zum Schutz vor einer Invasion von der Krim bereit gestanden, obwohl sie im nationalen Verteidigungsplan vorgesehen waren. In der Ukraine soll untersucht werden, wie das passieren konnte.
Der weitere russische Vorstoß von Cherson in Richtung Odessa war Anfang März bei Mykolajiw gescheitert. Eine amphibische Landung wurde nach der Versenkung des Flaggschiffs Moskwa Mitte April nochmals unwahrscheinlicher. Gleichwohl wurde noch Mitte April von Landverbindungen nach Transnistrien gesprochen; insbesondere das russische Militär war mit den politischen Beschränkungen der Ziele auf den Donbas unzufrieden und forderte im Gegenteil ehrgeizigere Ziele und eine Generalmobilmachung in Russland.

### Russische Offensive im Donbas (Mai und Juni 2022)

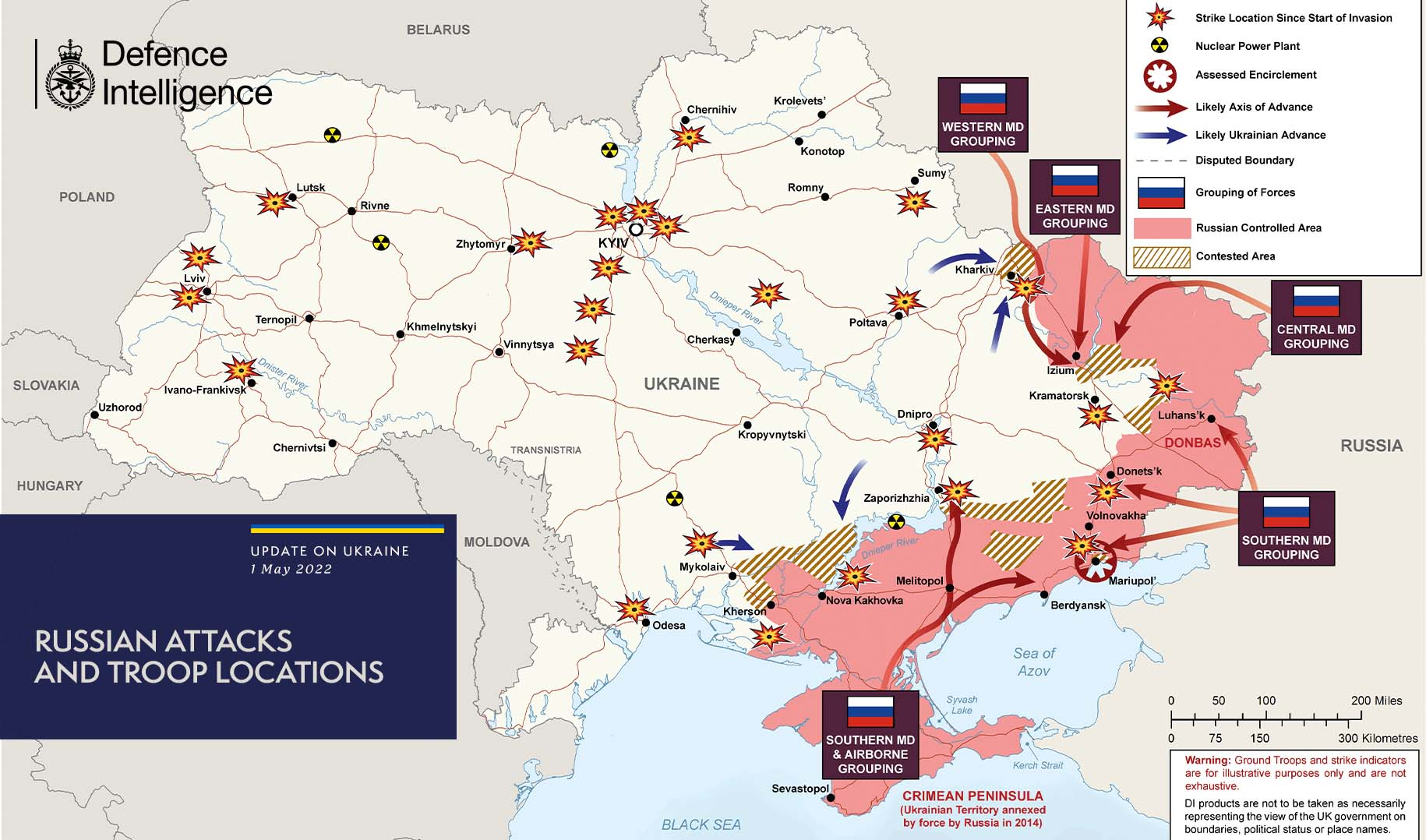
Lagebild des britischen Verteidigungsministeriums vom 1. Mai 2022

Nach der endgültigen Eroberung von Mariupol konzentrierte sich das russische Militär im Mai und Juni auf die Einnahme von Territorien in der Oblast Luhansk. Verschossen die Russen pro Tag bis zu 60.000 Artilleriegeschosse, konnten die Ukrainer mit lediglich 6000 antworten, oft unter gänzlichem Verzicht auf eine Antwort zwecks Einsparung von Munition. Im Kampf um die Stadt Sjewjerodonezk stützte sich die russische Seite auf eine Taktik der Erschöpfung. Anfang Mai hatte Russland noch versucht, mit einer Überschreitung des Flusses Siwerskyj Donez die Ukrainer einzukesseln, was zum Verlust von rund 100 schweren Fahrzeugen geführt hatte. Der Verlust von Sjewjerodonezk führte auch zum Rückzug der Ukrainer aus Solote, wo ihre Truppen seit März erfolgreich den Erstürmungsversuchen standgehalten hatten. Im Raum Cherson konnte die ukrainische Armee kleinere Gebietsgewinne verzeichnen.
In den besetzten Gebieten versuchte Russland teils auch mit Desinformation die Menschen an eine neue Realität zu gewöhnen. Vereinzelt wurde von Partisanen-Aktionen in diesen Gebieten berichtet. Weiterhin beschoss Russland die Ukraine mit Fernlenkwaffen, doch Analysten stimmten darin überein, dass Russland die moderne Munition ausgehe. Darum setzte Russland wenig präzise Lenkwaffen aus der sowjetischen Zeit ein. Ein Beispiel ist der Raketenangriff vom 27. Juni in Krementschuk, als einer von zwei ungenauen Ch-22-Marschflugkörpern ein Einkaufszentrum anstelle der mutmaßlich angepeilten Baumaschinenfabrik traf.
Ende Juni zogen sich die russischen Streitkräfte nach verstärktem ukrainischen Beschuss von der im westlichen Schwarzen Meer gelegenen Schlangeninsel zurück; damit endete weitgehend auch der Einsatz der russischen Schwarzmeerflotte, die danach nicht weiter in Erscheinung trat und später auch von der Krim in das östliche Schwarze Meer verlegt wurde. Dort erlitt sie gelegentlich Verluste durch ukrainische Angriffe.

### Stillstand und Stellungskrieg (Juli und August 2022)

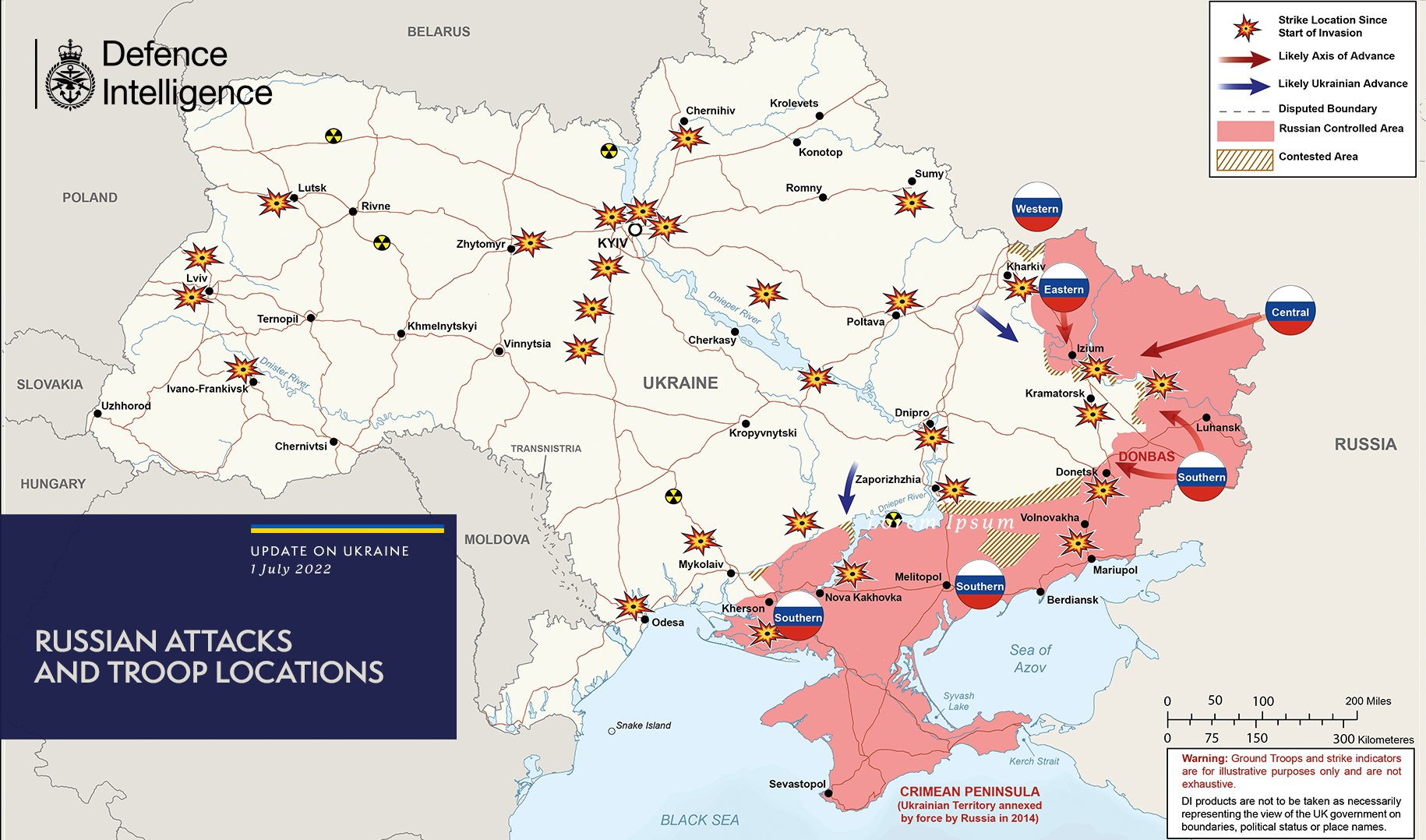
Lagebild des britischen Verteidigungsministeriums vom 1. Juli 2022

Anfang Juli erlangten russische Truppen nach wochenlangen Kämpfen volle Kontrolle über die Städte Sjewjerodonezk und Lyssytschansk und deren unmittelbare Umgebung. In den folgenden Wochen der Sommermonate Juli und August setzten die russischen Streitkräfte ihre offensiven Aktionen im Osten der Ukraine fort, ohne jedoch weitere größere Geländegewinne zu machen. Währenddessen kam es auf ukrainischer Seite vermehrt zum Einsatz westlicher Waffen, insbesondere der von den USA gelieferten HIMARS-Artilleriesysteme, die zunehmend militärische Ziele im Hinterland der russischen Front, u. a. Kommandostände, Munitionslager und Verpflegungspunkte, unter Beschuss nahmen. Dabei kam es auch erstmals zu Angriffen auf militärische Ziele auf der Krim, die von Russland seit deren völkerrechtswidriger Annexion im Jahr 2014 als Bestandteil des nationalen Territoriums betrachtet wird.
Unter öffentlichen Spekulationen einer möglichen ukrainischen Offensive im Raum Cherson verlegte das russische Kommando beträchtliche Truppen über den Dnepr in westliche Richtung, während die ukrainischen Streitkräfte eine systematische Zerstörung aller Flussquerungen durch Beschuss mit Präzisionsgeschossen betrieben und damit die Logistik der Russen beeinträchtigten. Ende August gingen die ukrainischen Streitkräfte in dem Frontabschnitt Cherson vermehrt in die Offensive.

### Ukrainische Offensiven im Süden und Osten (September und Oktober 2022)

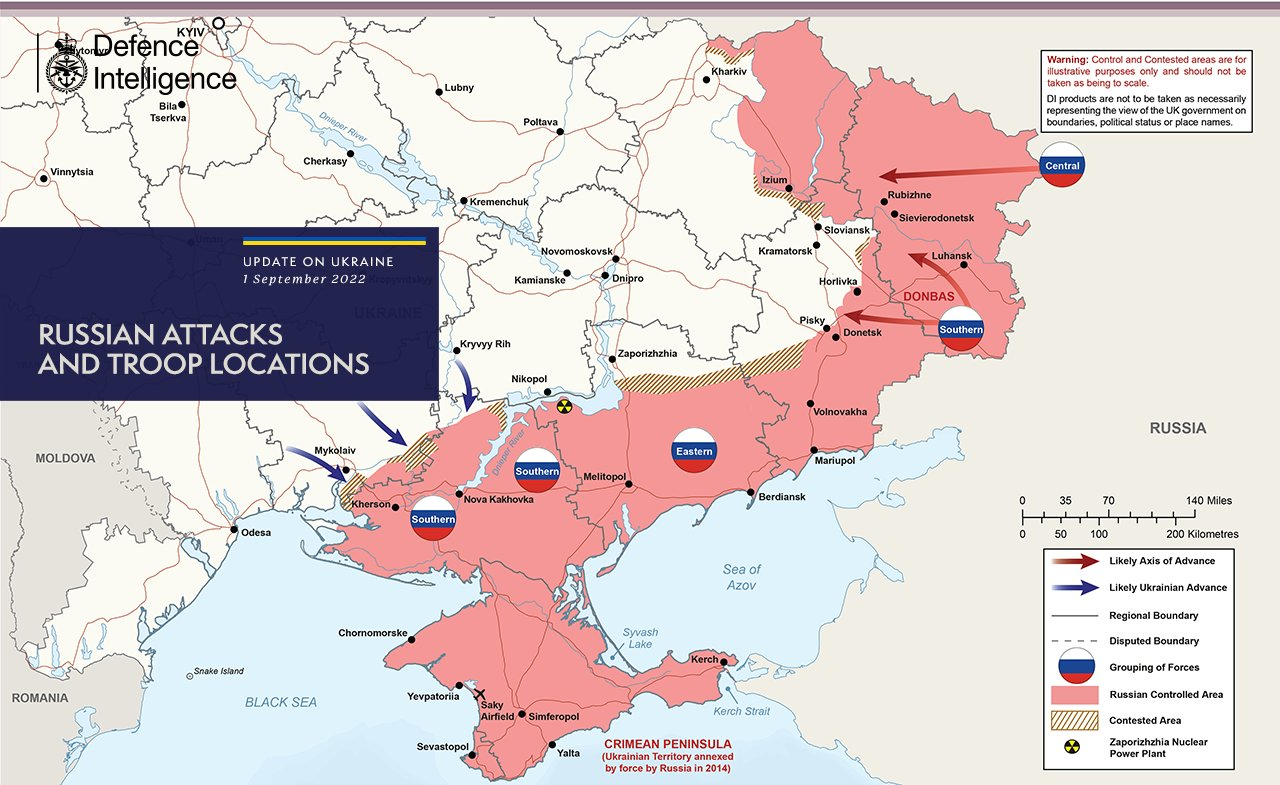
Lagebild des britischen Verteidigungsministeriums vom 1. September 2022

Die ukrainische Armee hielt den Druck ihrer Gegenoffensive im Raum Cherson aufrecht. Anfang September starteten die ukrainischen Streitkräfte eine von kaum jemand erwartete Gegenoffensive im Raum Charkiw und konnten in wenigen Tagen erhebliche Gewinne erzielen, nachdem die russische Front bei Balaklija zusammengebrochen war. Innerhalb weniger Tage wurden die Ortschaften Kupjansk, Isjum in der Oblast Charkiw befreit; wenig später folgte die Rückeroberung von Lyman in der Oblast Donezk. Im Oktober 2022 gelang den ukrainischen Truppen ein Vordringen in die Oblast Luhansk. Auch im Süden wurden Geländegewinne erzielt. Die strategisch wichtige Krim-Brücke über die Meerenge von Kertsch wurde am 8. Oktober 2022 durch eine oder mehrere Explosionen und einen daraus entstehenden Brand beschädigt. Dadurch wurde die Versorgung der südlichen Front um Cherson erschwert. Am 29. Oktober führte die Ukraine einen koordinierten Angriff mit Drohnen auf im Hafen von Sewastopol liegende Schiffe der russischen Schwarzmeerflotte. Ab Ende Oktober versuchte Russland, den Konflikt einzufrieren, um Zeit zu gewinnen und den europäischen Unterstützern das Gefühl einer Aussichtslosigkeit zu vermitteln. Russland griff mit Raketen und von der Islamischen Republik Iran gelieferten Einweg-Drohnen die zivile Infrastruktur des ganzen ukrainischen Hinterlandes an, wodurch nach Angaben des ukrainischen Staates mindestens ein Drittel der ukrainischen Stromanlagen zu Schaden kam. Seitdem waren zeitweise mehrere Millionen Menschen in der Ukraine vom Stromnetz getrennt, um den noch vorhandenen Teil des Stromnetzes nicht zu überlasten.

### Befreiung von Cherson und Beginn der russischen Luftkampagne gegen Infrastruktur (November und Dezember 2022)

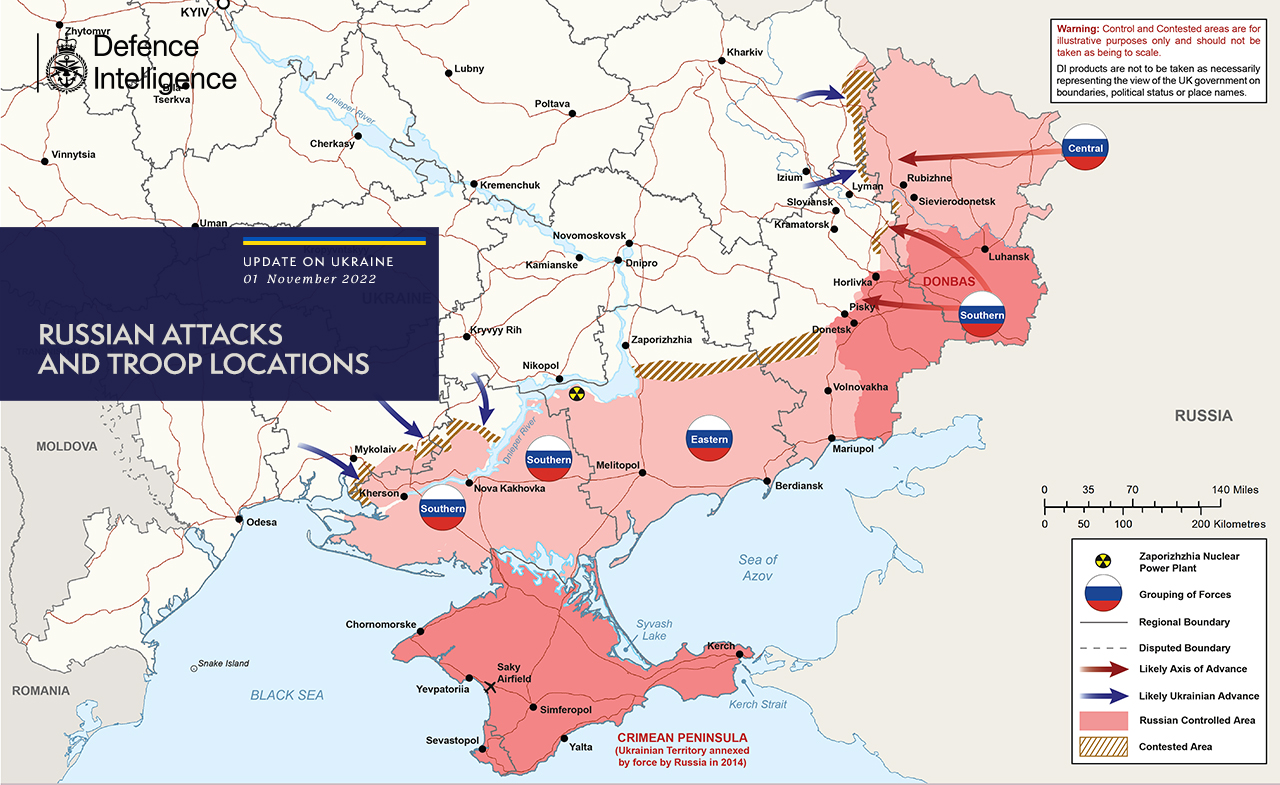
Lagebild des britischen Verteidigungsministeriums vom 1. November 2022

Anfang November setzten ukrainische Truppen ihren Vormarsch auf die Stadt Cherson fort; die russischen Truppen zogen sich vom westlich des Dnepr liegenden Gebiet der Oblast Cherson zurück, so dass dieser Teil der Oblast am 11. November befreit wurde. Gleichzeitig setzten die russischen Kräfte über den gesamten Zeitraum ihre Luftschläge gegen ukrainische Infrastruktur fort, indem sie in insgesamt über zehn großen koordinierten Wellen von jeweils ca. 100 Raketen und Flugkörpern gleichzeitig starteten, u. a. um die Flugabwehr zu überwältigen; die ukrainische Verteidigung, die durch westliche Waffenlieferungen verstärkt worden war, konnte jedoch eine immer größere Anzahl der Geschosse abfangen. Auf dem Terrain war das weitere Geschehen durch die herbstliche Schlammsaison gekennzeichnet, so dass Bodentruppen nur geringe Geländegewinne machen konnten. Die russischen Truppen, gestützt auf die Söldner der Gruppe Wagner, setzten ihre seit Monaten laufende Offensive gegen die Stadt Bachmut im Donbas erfolglos fort und erlitten, wie auch ukrainisches Militär, bei der Schlacht um jene Stadt hohe Verluste. Ukrainische Truppen konzentrierten ihre Bemühungen außerdem auf die Eroberung der strategischen Achse Swatowe–Kreminna in der Oblast Luhansk; sie konnten die russischen Truppen nur um wenige Kilometer zurückdrängen, standen aber Ende Dezember kurz vor Kreminna.

## 2023/2024

### Russische Angriffe an der Frontlinie (Januar bis März 2023)

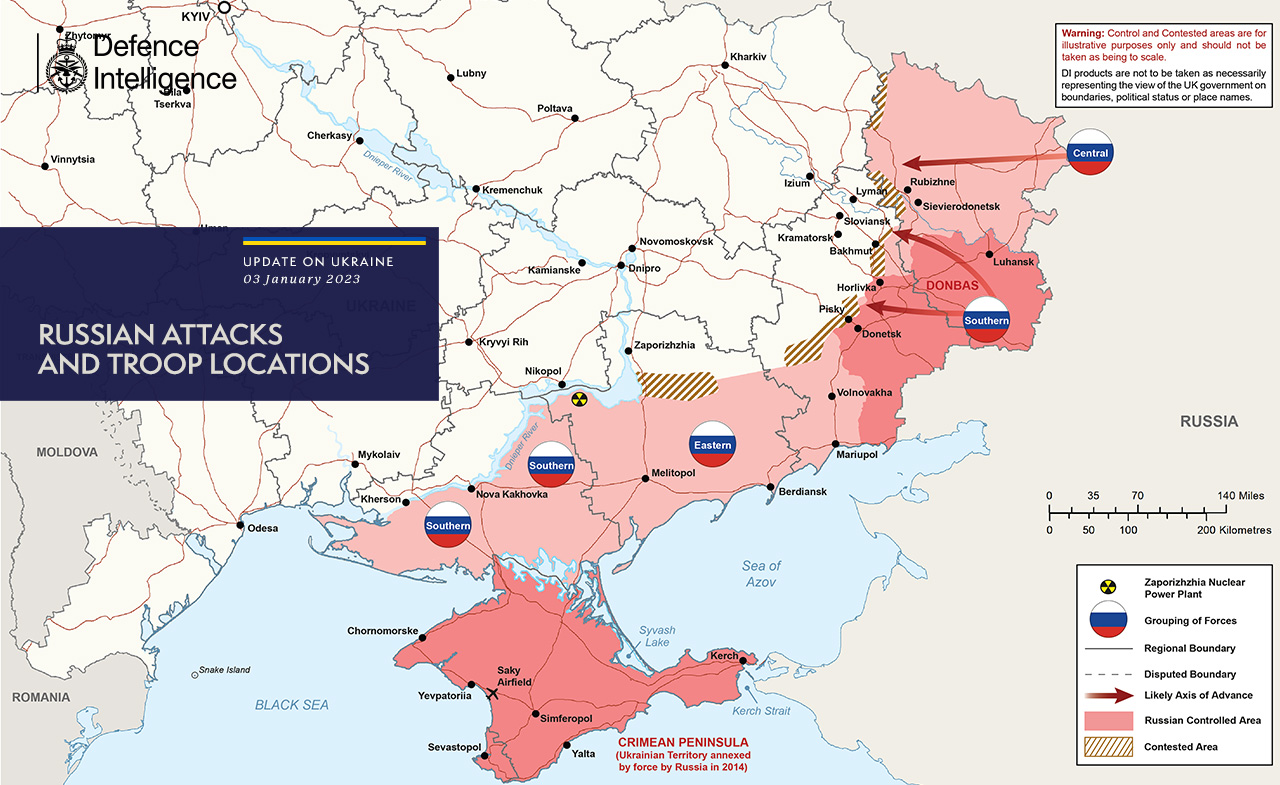
Lagebild des britischen Verteidigungsministeriums vom 3. Januar 2023

In den ersten Monaten des Jahres 2023 wurde insbesondere im Raum bei Bachmut erbittert gekämpft, mit hohen Verlusten bei beiden Kriegsparteien und ohne dass aus der Schlacht um Bachmut bis Ende März 2023 ein eindeutiger Sieger hervorging. Zwar konnten russische Truppen gegenüber ukrainischen Einheiten die Kleinstadt Soledar unter Einsatz der Söldner der Gruppe Wagner einnehmen, erfüllten damit jedoch nicht annähernd die militärischen Ziele Russlands, bis Ende März 2023 die ukrainischen Oblaste Donezk und Luhansk (den Donbas) vollständig erobert zu haben. Stattdessen erlitten russische Truppen hohe Verluste ohne nennenswerte Geländegewinne, wie bei der Schlacht um Wuhledar. Im selben Zeitraum sagten westliche Staaten der Ukraine weitere Waffenlieferungen zu, insbesondere schwere Kampf- und Schützenpanzer westlicher Bauart, die ab Ende März 2023 geliefert wurden.
Dem Scheitern der militärischen Ziele Russlands lagen mehrere Faktoren zugrunde; es mangelte russischen Truppen an genug erfahrenen russischen Soldaten, von denen nicht wenige im vorherigen Kriegsjahr gefallen waren. Gleichzeitig war der Winter in den ersten Monaten des Jahres 2023 sehr milde, was dazu beitrug, dass die Böden weich und somit für Panzerfahrzeuge schlecht befahrbar waren. So wurden laut Berichten der New York Times allein bei Wuhledar mindestens 130 gepanzerte Fahrzeuge zerstört. Vor allem jedoch hatten die ukrainischen Truppen die Logistik der russischen Streitkräfte mittels Artillerie gleich zu Beginn der russischen Winteroffensive geschwächt.

### Einnahme von Bachmut und ukrainische Gegenoffensive (April bis September 2023)
Die Kriegsmonate April bis September 2023 waren neben permanenten russischen Angriffen auf die Ukraine unter anderem geprägt von der russischen Einnahme der Stadt Bachmut im Mai und der Zerstörung des Kachowka-Staudamms im Juni. Auf Seiten der Ukraine kämpfende Russen fielen im Mai und Juni 2023 mit Angriffen auf die Oblast Belgorod auf. Anfang Juni begann zudem eine lang erwartete ukrainische Gegenoffensive, mit drei Stoßrichtungen, erstens in der Oblast Saporischschja in Richtung Tokmak, zweitens an der Grenze der Oblast Saporischschja mit der Oblast Donezk in Richtung Süden, drittens an den Flanken von Bachmut, welche insgesamt bis zu ihrem Ende im Herbst die selbst gesteckten Ziele nicht erreichen konnte. Gleichzeitig kam es zum Auslaufen des Getreideabkommens im Juli, den darauffolgenden russischen Angriffen auf ukrainische Getreidesilos, dem Aufstand der Gruppe Wagner in Russland im Juni und dem Tod von Jewgeni Prigoschin, Chef der Gruppe Wagner, im August. Im September 2023 wurde in Russland an allen staatlichen Schulen praktischer Militärunterricht eingeführt, den es bereits in der Sowjetunion gegeben hatte. Nach Angaben eines ukrainischen Majors nahm die Bedeutung des Drohnenkriegs spätestens im Spätsommer erheblich zu; es sei „ein völlig neuer Krieg“.

### Einnahme von Awdijiwka und ukrainischer Ressourcenmangel (Oktober 2023 bis Februar 2024)
Im Oktober 2023 begannen die russischen Streitkräfte einen Angriff auf die in der Oblast Donezk liegende Stadt Awdijiwka und erzielten dort in den Folgemonaten unter hohen Verlusten Geländegewinne. Im Februar 2024, wenige Tage nachdem der ukrainische Staatspräsident Wolodymyr Selenskyj den militärischen Befehlshaber der ukrainischen Streitkräfte, General Walerij Saluschnyj, gegen Generaloberst Oleksandr Syrskyj austauschte, zogen sich die letzten verbliebenen ukrainischen Truppen, die kurz vor einer Umzingelung standen, aus Awdijiwka zurück. Die Kämpfe um die Stadt waren im Februar 2024 mit der Einnahme durch die russischen Streitkräfte beendet, gingen jedoch im Umland der Stadt weiter.
Zum Jahresende 2023 stellten die USA ihre Munitions- und Waffen- und Rüstungslieferungen an die Ukraine bis auf Weiteres ein. Aufgrund des hohen Munitionsverbrauchs in dem Krieg und weil die USA von allen Unterstützerstaaten am meisten lieferten, stellte sich bei den ukrainischen Streitkräften schnell ein Mangel ein, was diese in die Defensive brachte und auch die Niederlage in der Schlacht um Awdijiwka mindestens teilweise bedingte. Versuche des US-amerikanischen Präsidenten Joe Biden und der regierenden Demokratischen Partei, den Kongress der Vereinigten Staaten von einer Weiterführung der US-amerikanischen Unterstützung der Ukraine zu überzeugen, scheiterten an der fehlenden Zustimmung des Repräsentantenhauses der Vereinigten Staaten, wo sich die Republikanische Partei, die dort die Mehrheit stellte, gegen die Fortführung der Unterstützung aussprach. Gleichzeitig zeichnete sich spätestens im Herbst 2023 bei den ukrainischen Streitkräften auch ein Personalmangel ab.
In der russischen Bevölkerung blieb die Unterstützung für den russischen Militäreinsatz hoch, wobei sich in allen Altersgruppen eine Mehrheit für Verhandlungen aussprach. Die Europäische Union verhängte in jenen fünf Monaten weitere Sanktionen gegen Russland, zuletzt nach dem Tod des russischen Oppositionspolitikers und Kriegsgegners Alexej Nawalny im Februar 2024. Verbliebene russische oppositionelle Kriegsgegner, wie Jekaterina Dunzowa und Boris Nadeschdin, wurden nicht zu den Präsidentschaftswahlen 2024 zugelassen. Nur der Kandidat Wladislaw Dawankow äußerte moderate Kriegskritik.

### Fortdauernde russische Luftangriffe und russische Bodenoffensiven im Donbas und um Charkiw (März bis Juli 2024)
Im März 2024 wurden nach Angaben des ukrainischen Energieministers German Galuschtschenko bis zu 80 Prozent der Wärmekraftwerke, mehr als die Hälfte der Wasserkraftwerke und eine große Anzahl von Relaisstationen in der Ukraine angegriffen. Wegen der russischen Luftangriffe auf ukrainische Kraftwerke wurden die Stromtarife im ersten Halbjahr 2024 um über 60 Prozent angehoben. Die Ukraine hatte eigenen Angaben zufolge im Zeitraum von Kriegsbeginn bis Mai 2024 Kraftwerkskapazitäten von knapp 8000 Megawatt verloren. Bis Juli/August 2024 waren neun Gigawatt an Kapazitäten durch russische Angriffe zerstört. Im Juni 2024 war durch die andauernde Bombardierung die Hälfte der Stromerzeugungsinfrastruktur in der Ukraine beschädigt oder zerstört.
Neben der Energieversorgung wurden weiterhin andere nichtmilitärische Einrichtungen Ziel russischer Luftangriffe (bspw. die Kinderklinik Ochmatdyt im Juli 2024).
Ab April 2024 begannen russische Truppen, in Richtung der Stadt Tschassiw Jar vorzustoßen (Kämpfe um Tschassiw Jar). Im selben Monat durchbrachen russische Bodentruppen von der zwei Monate zuvor eroberten Stadt Awdijiwka kommend einen Frontabschnitt bei Otscheretyne und rückten in den darauf folgenden Monaten in Richtung der strategisch bedeutenden Stadt Pokrowsk vor.
Ab Mai 2024 versuchten russische Truppen, von russischem Staatsgebiet aus erneut in Richtung der ukrainischen Großstadt Charkiw vorzurücken (Charkiw-Offensive). Die Offensive kam jedoch aufgrund ukrainischer Gegenwehr bereits in ihren Anfängen ins Stocken und blieb mit Stand Juli 2024 ohne bedeutende Geländegewinne.
Von ukrainischer Seite wurden zunehmend strategische Ziele in Russland mittels weitfliegender Drohnen angegriffen, so kam es zu systematischen Angriffen auf russische Raffinerien, sodass Russland die Ausfuhr von Erdölprodukten einschränken musste; ebenfalls wurden zunehmend militärische Flugfelder, Munitionsdepots sowie Flugabwehranlagen, insbesondere auf der Krim, angegriffen.
Bis Ende Juli 2024 hatte die Ukraine die ersten F-16-Kampfflugzeuge aus westlicher Produktion erhalten. Westliche Medien hatten berichtet, dass bis Ende Juli zehn F-16 an Kiew übergeben worden seien. Die Niederlande, Dänemark, Norwegen und Belgien hatten der Ukraine über 60 Exemplare der F-16 versprochen.

### Ukrainische Kursk-Offensive und weitere russische Offensive im Donbas (August bis Dezember 2024)
Anfang August 2024 begannen die ukrainischen Streitkräfte im Rahmen der Kursk-Offensive 2024 russisches Staatsgebiet zu besetzen. Auf dem Höhepunkt der Offensive hielten die Ukrainer in der Oblast Kursk etwa 1400 Quadratkilometer besetzt. Nach dem Beginn einer russischen Gegenoffensive verringerte sich das von der Ukraine gehaltene Gebiet bis November auf etwa 800 Quadratkilometer. Bei der Gegenoffensive erhielten die russischen Streitkräfte Unterstützung durch Nordkorea. Das Land stellte den russischen Streitkräften 10.000 bis 12.000 nordkoreanische Soldaten zur Verfügung, die unter russisches Kommando gestellt und in russischen Uniformen gekleidet für Russland in den Krieg zogen. Aufgrund dessen ist die Frage, ob es sich bei Nordkoreas Unterstützung Russlands um eine direkte Kriegs- oder Konfliktbeteiligung handelt bzw. ob Nordkorea zur Kriegspartei im Russisch-Ukrainischen Krieg wurde, völkerrechtlich umstritten.
Mitte September 2024 gelangen den ukrainischen Streitkräften ein paar wenige aufsehenerregende Angriffe auf russische Munitionslager; so wurden beim Munitionsdepot Toropez nach Schätzungen etwa 30.000 Tonnen Munition vernichtet. Die Schläge gegen die Munitionslager hatten dem österreichischen Militäroffizier Markus Reisner zufolge jedoch nur einen geringen Effekt auf die Munitionsbestände der russischen Streitkräfte; Russland hatte im Jahr 2024 in zwei Lieferungen jeweils drei Millionen Artilleriegranaten aus Nordkorea erhalten. Dagegen hatten die ukrainischen Streitkräfte bis Sommer 2024 lediglich etwa 650.000 Artilleriegranaten von verbündeten Staaten erhalten, obwohl der Westen der Ukraine bis Ende 2023 eine Million Artilleriegranaten zugesagt hatte. Im November gab der deutsche Bundesverteidigungsminister Boris Pistorius bekannt, dass nach seinen Informationen das auf Kriegswirtschaft umgestellte Russland in drei Monaten so viele Waffen und Munition produziere wie alle Mitgliedstaaten der Europäischen Union zusammengenommen in einem Jahr. Trotz mehrfacher Bitten der ukrainischen Staatsführung hatte der Westen der Ukraine lange nicht erlaubt, Ziele in Russland mit westlichen Waffen zu bekämpfen. Mitte November gaben dann US-Präsident Joe Biden und die britische Regierung um Premier Keir Starmer der Ukraine die Erlaubnis, Mittelstreckenwaffen (Typ: ATACMS und Storm Shadow) gegen militärische Ziele auf russischem Staatsgebiet einzusetzen. Daraufhin ließ der russische Staatspräsident Wladimir Putin die russische Nukleardoktrin aktualisieren, drohte bei erneuten Angriffen der Ukraine mit westlichen Waffen mit Gegenangriffen gegen die Verbündeten der Ukraine und ließ am 21. November mit der Oreschnik eine abgewandelte RS-26-Interkontinentalrakete gegen die Ukraine einsetzen, was vor allem als politisches Signal aufgefasst wurde, da die Waffe bei dem Einsatz nicht mit Sprengstoff oder Atomsprengköpfen bestückt war. Kurz vor dem Einsatz benachrichtigte Russland die USA, damit diese den Start der Rakete nicht mit einem Start einer Interkontinentalrakete (die für Atomangriffe konzipiert sind) bzw. nicht mit einem Angriff gegen sich verwechselte. Danach erteilte auch Frankreich bzw. der französische Staatspräsident Emannuel Macron der Ukraine die Erlaubnis, von der Reichweitenbegrenzung des französischen Marschflugkörpers SCALP abzuweichen. Der deutsche Bundeskanzler Olaf Scholz hielt an seiner Entscheidung fest, der Ukraine keine Mittel- bis Langstreckenwaffen aus deutscher Produktion (Taurus) zu liefern.
Im Jahr 2024 war die ukrainische Regierung hinter der selbstgesteckten Zielvorgabe zurückgeblieben, 50.000 Soldaten pro Quartal zu rekrutieren. Im Gegensatz dazu schlossen sich den russischen Streitkräften laut westlichen Geheimdiensten 25.000 bis 30.000 neue Kämpfer pro Monat an. Damit konnte Russland die hohen Verluste auf dem Schlachtfeld kompensieren. Ende Oktober 2024 kündigte der Sicherheitsrat der Ukraine eine neue Mobilisierung an; es sollten von November 2024 bis Januar 2025 weitere 160.000 Männer in die Streitkräfte eingezogen werden. Nach Schätzungen der Financial Times waren da noch etwa 3,7 Millionen ukrainische Männer mobilisierbar. Seit dem Überfall traten insgesamt 1,05 Millionen Menschen den ukrainischen Streitkräften bei. Berichten zufolge gab es 2024 kaum mehr Ukrainer, die sich freiwillig für den Kriegsdienst rekrutierten. Zwischen Januar und Oktober 2024 sind mehr ukrainische Soldaten desertiert als in den beiden vorangegangenen Kriegsjahren zusammen. Ukrainische Strafverfolger hatten in diesen 10 Monaten laut Financial Times 60.000 Verfahren gegen Soldaten eingeleitet, die ihre Stellungen oder Einheiten ohne Erlaubnis verlassen haben. In der russischen Bevölkerung blieb die Unterstützung für den russischen Militäreinsatz in der Ukraine laut einer repräsentativen Umfrage des Lewada-Zentrums auch im Jahr 2024 unverändert hoch. Konträr dazu sanken die Rekrutierungszahlen, weil sich in Russland weniger Freiwillige fanden, weshalb der Staat die Prämien für sie erhöhte und von Nordkorea Soldaten erhielt.
In der zweiten Jahreshälfte 2024 eroberten die russischen Streitkräfte im Donbas mehrere zerstörte ukrainische Städte; von russischen Truppen eingenommen wurden etwa Wuhledar, Selydowe und Hirnyk. Ende 2024 waren auch die Städte Torezk und Kurachowe fast vollständig erobert. Gekämpft wurde außerdem noch um Tschassiw Jar. Bis zum Jahresende waren die russischen Truppen bei ihrer Offensive im Donbas bis an die Stadtgrenzen von Pokrowsk und Kupjansk vorgerückt. Bis dahin hatten des Weiteren Russlands tägliche Luftangriffe gegen ukrainische Städte und Energieinfrastruktur kein Ende gefunden. Die zweite Jahreshälfte 2024 sah außerdem Weiterentwicklungen bei der Kriegsführung mit Drohnen; insbesondere in der elektronischen Drohnenabwehr und bei KI-gesteuerten Drohnen. Im August wurden Aufnahmen publik, die Drohnen zeigten, wie sie selbstentzündliche Flüssigkeiten über Stellungen abwarfen und sie in Brand setzten.
Im November und Dezember wurden mit den in der Ostsee liegenden Unterseekabeln C-Lion 1 und Estlink 2 bedeutende Telekommunikations- und Energieinfrastruktur der am Meer liegenden Anrainerstaaten beschädigt. Die EU-Außenbeauftragte Kaja Kallas warf Russland daraufhin vor, nach Beginn des russischen Angriffskriegs gegen die Ukraine Sabotageakte gegen die Infrastruktur von EU-Mitgliedstaaten verübt zu haben.
Gemäß The Insider brauche Russland mit dem Tempo des Vormarsches im Jahr 2024 zwei weitere Jahre bis zur vollständigen Eroberung der ganzen Region Donezk. Für die etwa 3.600 Quadratkilometer Landgewinn starben 2024 vermutlich 70.000 Russen.